# اسکات میلر
اسکات میلر (انگلیسی: Scott Miller؛ زادهٔ ۲۱ فوریهٔ ۱۹۷۵) شناگر اهل استرالیا بود.
وی در مسابقات کشوری و بین‌المللی در مجموع برندهٔ ۵ مدال طلا، ۷ مدال نقره، ۱ مدال برنز شده‌است.